# Темниковский уезд
Те́мниковский уе́зд — административная единица в Тамбовской губернии Российской империи и РСФСР, существовавшая с XVI века по 1925 год. Уездный город — Темников.

## География
Уезд был расположен на севере Тамбовской губернии, граничил с Нижегородской губернией на севере и Пензенской — на востоке. По площади уезд занимал территорию в 4701,0 вёрст² .

## История
Темниковский уезд был образован в XVI веке. Первоначально его территория входила в состав Замокошского стана Мещерского уезда.
В 1779 году уезд вошёл в состав Тамбовского наместничества (с 1796 года — Тамбовской губернии).
Согласно постановлению ВЦИК от 4 января 1923 Темниковский уезд в составе города Темников, Атюревской, Бабеевской, Барашевской, Веденяпинской, Жегаловской, Кочемировской, Кушкинской, Стандровской, Стрелецкой, Стрельниковской, Теньгушевской, Черменской и Шалинской волостей, селений Коломасово, Кураево, Мельсетьево, Сакакево, Широмасово и Шокша Широмасовской волости вошёл в состав Пензенской губернии. При этом Бедищевская, Енкаевская, Ермишинская, Новосельская, Преображенская и Спасско-Раменская волости были переданы в Елатомский уезд Рязанской губернии, селения Акаево, Карклачево, Турмадеево и Чернышово Широмасовской волости — в Ермишинскую волость Елатомского уезда Рязанской губернии, Бутаковская, Вознесенская, Криушинская и Мотызлейская волости — в Ардатовский уезд Нижегородской губернии.
16 марта 1925 года декретом ВЦИК Темниковский уезд был упразднён, его территория включена в Краснослободский уезд.

## Население
Население уезда в 1896 году 141 693 чел.
По переписи 1897 года в уезде было 138 350 жителей (65 310 мужчин и 73 040 женщин). В г. Темников — 5399 чел.
В уезде проживало значительное количество мордовского населения (в основном мокшан), из-за чего в 1928 году он был передан в состав новообразованного Мордовского округа (впоследствии Республики Мордовия).

## Населённые пункты
В 1893 году в состав уезда входило 277 населённых пунктов, наибольшие из них:
- г. Темников — 7033 чел.;
- г. Кадом — 7393 чел.;
- с. Ермишь — 5318 чел.;
- с. Атюрьево — 4209 чел.;
- с. Вознесенский завод — 3827 чел.;
- с. Теньгушево — 3076 чел.;
- с. Матызлеи — 2272 чел.;
- с. Шокша — 2547 чел.;
- с. Жегалово — 2122 чел.;
- с. Мердуш — 1942 чел.;
- с. Спасское Раменье — 1875 чел.;
- с. Кишалы — 1780 чел.;

## Административное деление
В 1890 году в состав уезда входило 24 волости:
| № п/п | Волость           | Волостное правление                  | Число селений | Население |
| ----- | ----------------- | ------------------------------------ | ------------- | --------- |
| 1     | Атюревская        | с. Атюрьево                          | 10            | 8463      |
| 2     | Бабеевская        | с. Бабеево                           | 21            | 7673      |
| 3     | Барашевская       | д. Барашево                          | 15            | 5097      |
| 4     | Бедишевская       | с. Токмаково (Иванково)              | 24            | 6795      |
| 5     | Бутаковская       | с. Бутаково                          | 12            | 3488      |
| 6     | Веденяпинская     | с. Веденяпино                        | 6             | 3740      |
| 7     | Вознесенская      | с. Вознесенский Завод                | 3             | 4087      |
| 8     | Енкаевская        | с. Енкаево                           | 10            | 3057      |
| 9     | Ермишинская       | с. Архангельское (Ермишинский Завод) | 2             | 7557      |
| 10    | Жегаловская       | с. Жегалово                          | 13            | 5953      |
| 11    | Кочемировская     | с. Кочемирово                        | 10            | 3961      |
| 12    | Криушинская       | с. Криуша                            | 13            | 4275      |
| 13    | Кушкинская        | с. Кушки (Михайловское)              | 9             | 3778      |
| 14    | Мотызлейская      | с. Мотызлей                          | 5             | 3739      |
| 15    | Новосельская      | с. Новоселки                         | 12            | 2225      |
| 16    | Преображенская    | с. Преображенское                    | 19            | 4221      |
| 17    | Спасско-Раменская | с. Спасское Раменье                  | 1             | 1799      |
| 18    | Стандровская      | с. Стандрово                         | 4             | 2824      |
| 19    | Стрелецкая        | сл. Стрелецкая                       | 16            | 6013      |
| 20    | Стрельниковская   | с. Стрельниково                      | 14            | 5886      |
| 21    | Теньгушевская     | с. Теньгушево                        | 18            | 12364     |
| 22    | Черменская        | с. Чермные                           | 9             | 1682      |
| 23    | Шалинская         | с. Шалы                              | 6             | 3055      |
| 24    | Широмасовская     | с. Широмасово                        | 13            | 8529      |